# Taimea (Ort)
Taimea ist ein osttimoresischer Ort im Suco Malilait (Verwaltungsamt Bobonaro, Gemeinde Bobonaro). Das Dorf liegt im Westen der Aldeia Taimea, auf einer Meereshöhe von 862 m. Durch die Siedlung führt die Überlandstraße von Maliana nach Carabau. Nordöstlich gelangt man auf ihr nach Harare. Südwestlich liegt benachbart das Dorf Caboque.